# Алексєєв Олексій Іванович
Олексій Іванович Алексєєв (1911, місто Саратов, тепер Російська Федерація — ?) — радянський діяч, 1-й секретар Ленінградського міського комітету КПРС. Член Центральної Ревізійної Комісії КПРС у 1952—1956 роках.

## Життєпис
Член ВКП(б).
У 1936 році закінчив Ленінградський інженерно-будівельний інститут.
З 1939 року навчався у Вищій партійній школі при ЦК ВКП(б).
Учасник німецько-радянської війни.
З лютого 1946 року — головний інженер Державного союзного проєктного інституту № 11 I-го головного управління при Раді міністрів СРСР у місті Ленінграді. До квітня 1948 року перебував у довготривалому відрядженні в Східній Німеччині.
У травні 1948 — жовтні 1949 року — партійний організатор ЦК ВКП(б) Державного союзного проєктного інституту № 11 I-го головного управління при Раді міністрів СРСР.
У жовтні 1949 — 8 липня 1952 року — секретар Ленінградського міського комітету ВКП(б).
8 липня 1952 — 1 квітня 1953 року — 1-й секретар Ленінградського міського комітету ВКП(б) (КПРС).
З 1 квітня 1953 року — 2-й секретар Ленінградського міського комітету КПРС.
Подальша доля невідома.

## Нагороди
- ордени
- медалі